# Barbara Stelzl-Marx

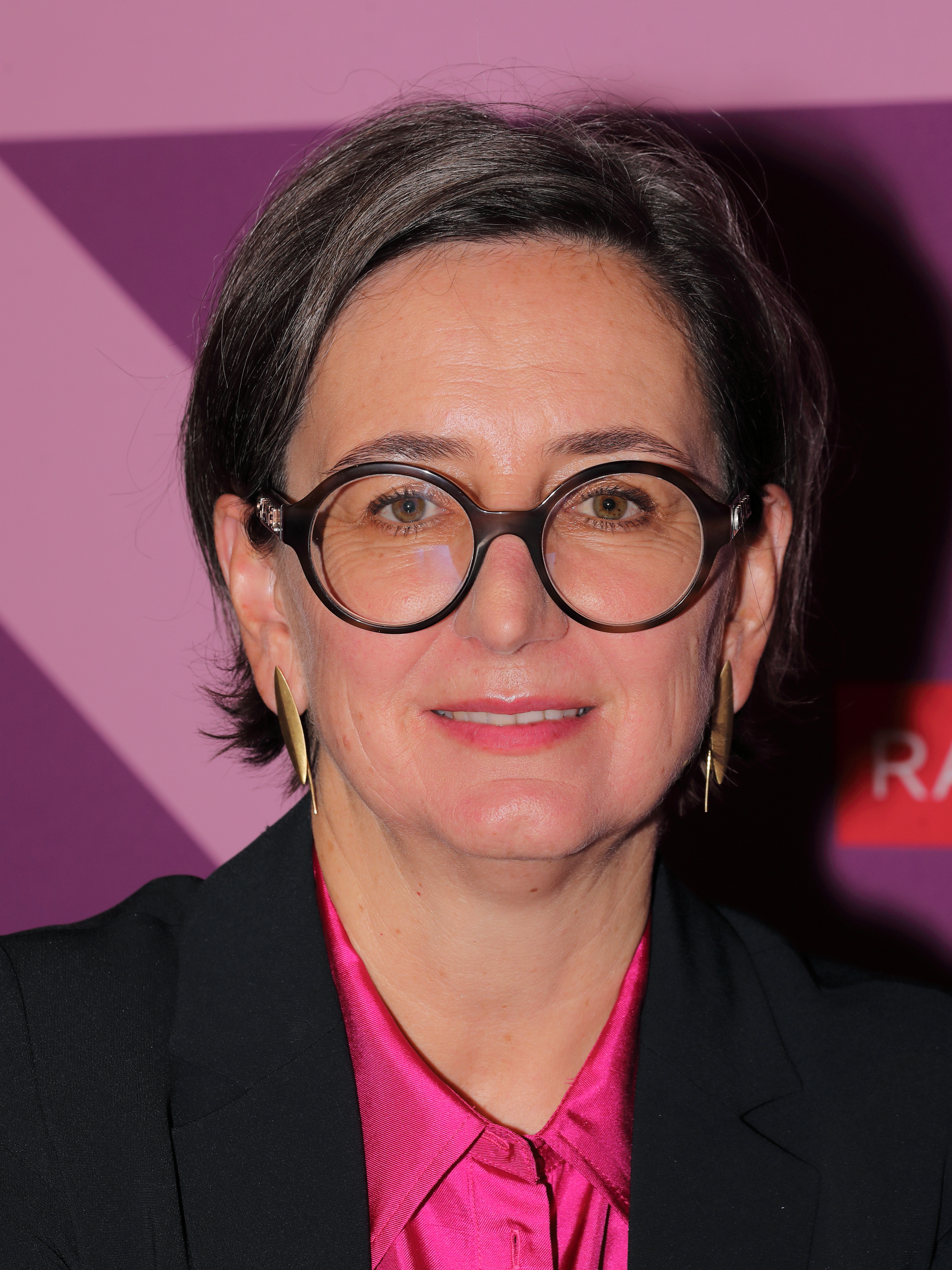
Barbara Stelzl-Marx (2024)

Barbara Stelzl-Marx (* 10. April 1971 in Graz) ist eine österreichische Historikerin. Vom Klub der Bildungs- und Wissenschaftsjournalisten wurde sie als österreichische Wissenschafterin des Jahres 2019 ausgezeichnet.

## Leben
Von 1993 bis 2002 war sie wissenschaftliche Mitarbeiterin und Forschungsassistentin des Ludwig Boltzmann Instituts für Kriegsfolgenforschung. Sie promovierte 1998 mit der Dissertationsschrift „Amerikanische und sowjetische Kriegsgefangene in deutscher Hand. Fakten und Fiktionen einer Extremsituation“. 2010 habilitierte sie sich mit der Schrift: „Die Innensicht der sowjetischen Besatzung in Österreich 1945–1955. Erfahrung, Wahrnehmung, Erinnerung“ und erwarb die Venia legendi für Zeitgeschichte. Von 2002 bis 2018 war sie stellvertretende Leiterin des Ludwig Boltzmann Instituts für Kriegsfolgenforschung, 2018 wurde sie interimistische Leiterin und 2019 übernahm sie die Leitung des Instituts.
Seit 2019 ist sie Mitglied des wissenschaftlichen Fachbeirates des Hauses der Geschichte im Museum Niederösterreich und lehrt seit demselben Jahr als Professorin für europäische Zeitgeschichte mit dem Schwerpunkt Konflikt- und Migrationsforschung an der Universität Graz.
Sie ist Mitglied des von der österreichischen Bundesregierung 2023 berufenen Rates für Forschung, Wissenschaft, Innovation und Technologieentwicklung (FORWIT).
Ihre Forschungsschwerpunkte sind Kinder des Krieges (Besatzungskinder), sowjetische Besatzung in Österreich 1945–1955, Kalter Krieg, Kriegsgefangene und Zwangsarbeiter des Zweiten Weltkrieges und Lager Liebenau in der NS-Zeit.

## Publikationen (Auswahl)
- Stalins Soldaten in Österreich: Die Innensicht der sowjetischen Besatzung 1945–1955. (= Kriegsfolgen-Forschung. Band 6). Böhlau, Wien 2012, ISBN 978-3-205-78700-6.
- Das Lager Graz-Liebenau in der NS-Zeit. Zwangsarbeiter – Todesmärsche – Nachkriegsjustiz. (= Kriegsfolgen-Forschung. Band 20). Leykam, Graz 2012, ISBN 978-3-7011-0254-9.
- als Herausgeberin, gemeinsam mit Silke Satjukow: Besatzungskinder. Die Nachkommen alliierter Soldaten in Österreich und Deutschland. (= Kriegsfolgen-Forschung. Band 8). Böhlau, Wien / Köln / Weimar 2015, ISBN 978-3-205-79657-2.
- gemeinsam mit Günter Bischof und Alexandra Kofler: Zukunftsfonds der Republik Österreich. Entstehung, Entwicklung und Bedeutung. Böhlau, Wien / Köln / Weimar 2015, ISBN 978-3-205-20259-2.
- gemeinsam mit  Katharina Bergmann-Pfleger und  Eva-Maria Streit: Bildungshaus Schloss St. Martin – 100 Jahre – begegnen – begeistern – bilden. Leykam Verlag, Graz 2019, ISBN 978-3701181353.

## Auszeichnungen
- 2000: Josef-Krainer-Förderpreis für ihre Dissertation
- 2012: Josef-Krainer-Würdigungspreis für ihre Habilitation
- 2012: Jubiläums-Preis des Böhlau-Verlag für die Monografie „Stalins Soldaten in Österreich“[4]
- 2019: Wissenschafterin des Jahres des Klubs der Bildungs- und Wissenschaftsjournalisten[5]
- 2022: Ehrenzeichen des Landes Steiermark für Wissenschaft, Forschung und Kunst[6]
- 2024: Korrespondierendes Mitglied der Österreichischen Akademie der Wissenschaften[7]

## Belege
1. ↑  Historikerin Barbara Stelzl-Marx ist Wissenschafterin des Jahres. In: DerStandard.at. 7. Januar 2020, abgerufen am 7. Januar 2020.
2. ↑  Barbara Stelzl-Marx. Ludwig-Boltzmann Institut für Kriegsfolgen-Forschung, abgerufen am 15. Juni 2024.
3. ↑  Rat für Forschung, Wissenschaft, Innovation und Technologieentwicklung. Abgerufen am 23. Januar 2024.
4. ↑  Lebenslauf Barbara Stelzl-Marx. Ludwig Boltzmann Institut für Kriegsfolgenforschung. Abgerufen am 31. Juli 2019 (PDF; 206 kB).
5. ↑  Historikerin Barbara Stelzl-Marx. In: science.orf.at. 7. Jänner 2020, abgerufen am 7. Jänner 2020.
6. ↑  Große Persönlichkeiten mit Ehrenzeichen des Landes ausgezeichnet. In: steiermark.at. 31. März 2022, abgerufen am 1. April 2022.
7. ↑  ÖAW wählt 34 neue Mitglieder. In: ots.at. 15. April 2024, abgerufen am 15. April 2024.

| Personendaten    | Personendaten                |
| ---------------- | ---------------------------- |
| NAME             | Stelzl-Marx, Barbara         |
| KURZBESCHREIBUNG | österreichische Historikerin |
| GEBURTSDATUM     | 10. April 1971               |
| GEBURTSORT       | Graz                         |